# Daniel Webster

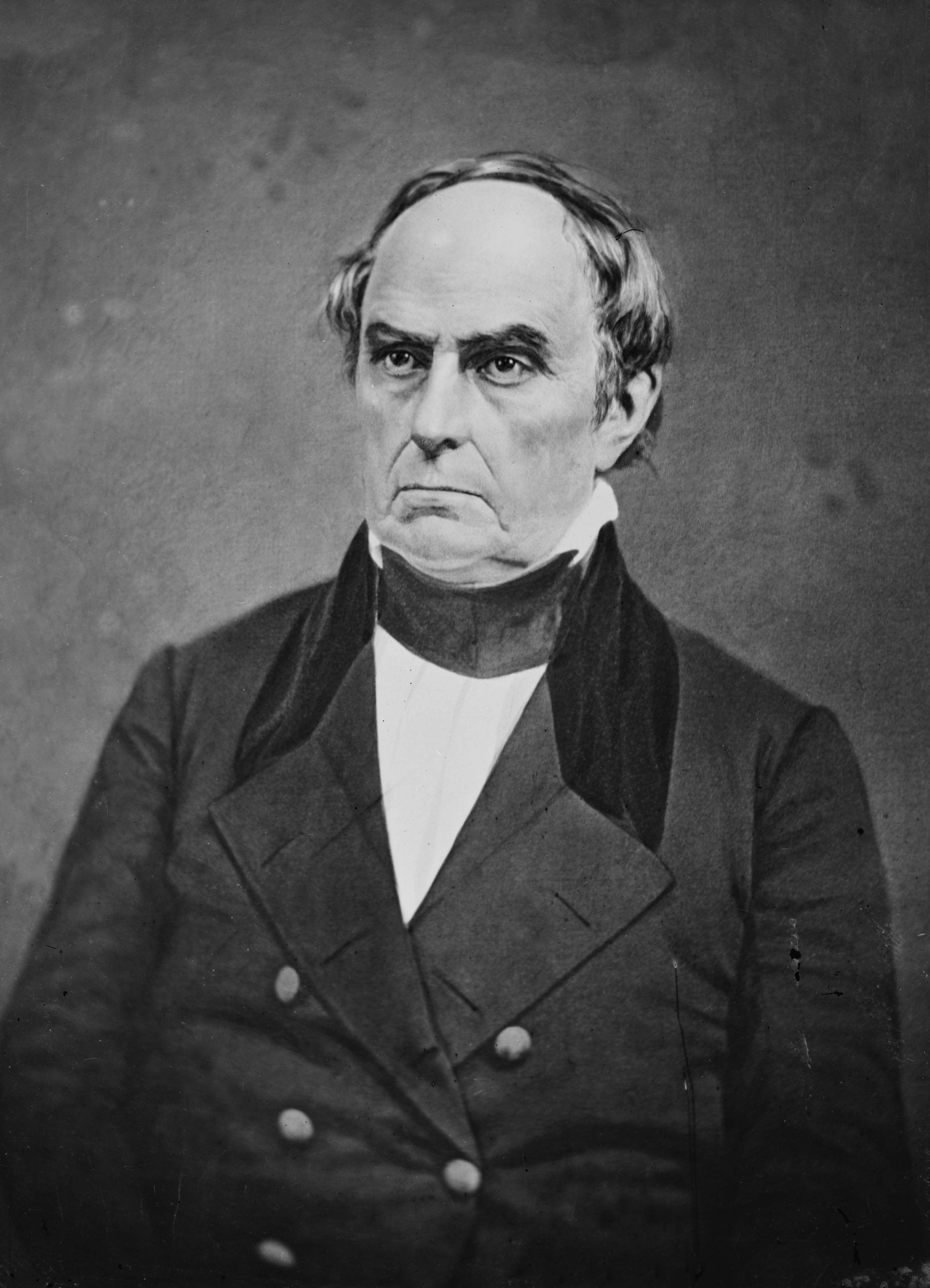
Daniel Webster in seinen späteren Lebensjahren

Daniel Webster (* 18. Januar 1782 in Salisbury, Merrimack County, New Hampshire; † 24. Oktober 1852 in Marshfield, Massachusetts) war ein US-amerikanischer Politiker. Er gehörte beiden Kammern des Kongresses an und war zweimal Außenminister der Vereinigten Staaten.

## Leben
Webster wurde als Sohn der Eheleute Ebenezer und Abigail Webster geboren und lebte auf der elterlichen kleinen Farm, die sein Vater für seine Verdienste im Franzosen- und Indianerkrieg geschenkt bekam. Obwohl seine Eltern arm waren, schickten sie ihren Sohn an die Phillips Exeter Academy in Exeter, New Hampshire. Der junge Webster blieb dort allerdings nur neun Monate und wechselte danach an das Dartmouth College, wo er 1801 als Jurist graduierte. 1805 eröffnete er seine erste Kanzlei in Boscawen und 1807 eine neue Kanzlei in Portsmouth. Er heiratete 1808 Grace Fletcher, mit der er einen Sohn hatte.
Webster starb am 24. Oktober 1852 an einer Gehirnblutung nach einem Reitunfall. Nach ihm benannt wurden unter anderem das U-Boot Daniel Webster, das Daniel Webster College in Nashua, New Hampshire, das Webster County im Bundesstaat Kentucky und die Stadt Webster im Monroe County im Bundesstaat New York.

## Politik
Mittlerweile in die Föderalistische Partei eingetreten, wurde Webster 1812 deren Führer und zog für einen Wahlbezirk in New Hampshire ins Repräsentantenhaus der Vereinigten Staaten ein. Im Jahr 1816 verließ er den Kongress und zog nach Boston, 1820 wurde er in die American Academy of Arts and Sciences gewählt. 1822 wurde er für einen Wahlbezirk in Massachusetts in das Repräsentantenhaus gewählt, ab 1827 vertrat er diesen Bundesstaat als Senator, seit 1833 für die Whig Party. Am 6. März 1841 wurde er von Präsident William Henry Harrison als Nachfolger von John Forsyth zum Außenminister ernannt. Diesen Posten behielt er bis zum 8. Mai 1843 auch unter Harrisons Nachfolger John Tyler, aus dessen Kabinett auf Geheiß Henry Clays 1841 alle Minister außer Webster als politisches Manöver gegen Tyler ausgetreten waren. Webster wollte sich jedoch nicht instrumentalisieren lassen und unbedingt seine Arbeit am Webster-Ashburton Treaty mit dem Vereinigten Königreich zur Festlegung der Grenze mit Kanada fortsetzen. Als er den Vertrag erreicht hatte und Tyler einen Minister benötigte, der mit der Annexion Texas’ einverstanden wäre, wurde 1843 Abel P. Upshur sein Nachfolger. Im Jahr 1845 ging er in den Senat zurück. Am 23. Juli 1850 berief ihn Präsident Millard Fillmore erneut als Außenminister in sein Kabinett. Webster leitete das Außenministerium folgend bis zu seinem Tode 1852.

### Präsidentschaftskandidaturen

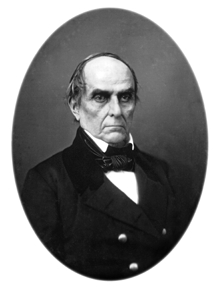
Daniel Webster, Daguerreotypie des Mathew-Brady-Studios, etwa 1849

Webster unternahm mehrere Versuche, selbst das Amt des US-Präsidenten zu erringen. Bei der Präsidentschaftswahl 1836 war er einer von vier regional aufgestellten Kandidaten der Whig Party, die auf diesem Weg eine Mehrheit für den demokratischen Bewerber Martin Van Buren zu verhindern versuchte. Dabei war Webster ursprünglich als Kandidat für ganz Neuengland vorgesehen, wurde letztlich aber in den meisten Staaten durch William Henry Harrison auf dem Wahlzettel ersetzt und trat am Ende nur in Massachusetts an, wo er auch die Stimmenmehrheit erhielt. Der Plan der Whigs schlug allerdings fehl, Van Buren wurde zum Präsidenten gewählt.
Im Vorfeld der Präsidentschaftswahl 1848 bewarb Webster sich erneut um die Nominierung der Whigs. Beim Nominierungsparteitag belegte er im letzten Wahlgang aber nur den vierten Platz hinter dem siegreichen Zachary Taylor, Winfield Scott und Henry Clay. Die ihm angetragene Kandidatur für die Vizepräsidentschaft lehnte Webster mit den Worten ab, er wolle nicht begraben werden, bevor er wirklich tot sei und in seinem Sarg liege. Damit spielte er auf die vermeintlich geringe politische Bedeutung dieses Amtes an. Der zum Präsidenten gewählte Zachary Taylor starb nach 16 Monaten im Amt, der an Websters Stelle Vizepräsident gewordene Millard Fillmore rückte nach, unter dem Webster als Außenminister amtierte. Hätte Webster 1848 die Vizepräsidentschaft angenommen, wäre er nach Taylors Tod 1850 automatisch zum Präsidenten geworden.
1852 unternahm Webster einen weiteren Versuch, als Präsidentschaftskandidat aufgestellt zu werden. Erneut konnte er die Delegierten beim Nominierungsparteitag nicht hinter sich bringen; als Kandidat wurde diesmal Winfield Scott gewählt. Daraufhin ließ sich Webster von der Union Party für die Präsidentschaftswahl aufstellen, einer kurzlebigen Whig-Abspaltung aus den Südstaaten. Sein Running Mate für die Vizepräsidentschaft war Charles J. Jenkins aus Georgia. Webster starb jedoch eine Woche vor der Wahl, die am 2. November 1852 stattfand. Trotzdem erhielten er und Jenkins noch 6994 Stimmen, was einem Anteil von 0,2 Prozent entsprach. Als Wahlsieger ging der Demokrat Franklin Pierce hervor.

### Zweite Antwort auf Hayne
Im Rahmen der heraufziehenden Nullifikationskrise hielt Webster am 27. Januar 1830 seine bekannteste Rede, „Second Reply to Hayne“ (Zweite Antwort auf Hayne). Gegen Senator Hayne aus South Carolina, der das Recht der Einzelstaaten vertreten hatte, Bundesgesetze zu annullieren (to nullify), vertrat Webster die Ansicht, dass eine solche Annullierung (Nullifikation) Verrat gegen die Vereinigten Staaten darstelle. Seine Rede endete mit den Worten „Liberty and Union, now and for ever, one and inseparable!“ (Freiheit und Union, jetzt und auf ewig, zusammen und untrennbar!)

### Sklaverei

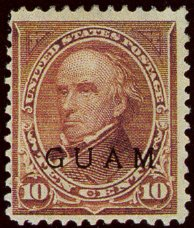
Daniel Webster auf einer 10-Cent-Briefmarke der US-Post aus dem Jahr 1899 (überdruckt mit Guam)

In einer Rede am 7. März 1850 erklärte er, das Für und Wider der Sklaverei sei nicht eine Frage der moralischen Prinzipien, sondern der historischen Realität. Er berief sich unter anderem auf die alten Griechen, die eine Demokratie hatten und trotzdem Sklaven hielten, und auf die Verfassung, die zwar jedem Bürger alle Rechte zugestand, seiner Meinung nach aber nicht das Bürgerrecht von Schwarzen garantierte, auch dann nicht, wenn sie in den Staaten geboren waren. Die Abolitionisten beschimpfte er als Unruhestifter ohne Sinn für das Wesentliche, nämlich die Erhaltung der Union. Webster war eine der treibenden Kräfte hinter dem Fugitive Slave Law of 1850, einem Gesetz, das Behörden in den Nordstaaten verpflichtete, entflohene Sklaven festzunehmen und sie deren Besitzern im Süden zurückzugeben.
Gegen Webster argumentierte unter anderem am 4. Juli 1854 Henry David Thoreau, der argumentierte, über der amerikanischen Verfassung stände noch eine höhere, nämlich die göttlich-christliche, und die untersage Sklaverei.